# Super Bowl XLIX
A Super Bowl XLIX a 2014-es NFL-szezon döntője. A mérkőzést a University of Phoenix Stadiumban játszották, Glendale-ben, 2015. február 1-én.

## A döntő résztvevői
A mérkőzés egyik résztvevője a New England Patriots, amely az alapszakaszból az AFC első kiemeltjeként jutott a rájátszásba 12–4-es mutatóval. Erőnyerőként csak a konferencia-elődöntőben játszott először. Itt hazai pályán a Baltimore Ravenst győzte le. A konferenciadöntőben szintén hazai pályán győzött az Indianapolis Colts ellen. A New England korábban hétszer játszott Super Bowlt, ebből hármat nyert meg (XXXVI, XXXVIII, XXXIX).
A másik résztvevő a címvédő Seattle Seahawks, amely az alapszakaszból az NFC első kiemeltjeként jutott a rájátszásba 12–4-es mutatóval. Erőnyerőként csak a konferencia-elődöntőben játszott először. Itt hazai pályán a Carolina Pantherst győzte le. A konferenciadöntőben szintén hazai pályán győzött, hosszabbítás után a Green Bay Packers ellen. A Seattle korábban kétszer játszott Super Bowlt, amelyből egyet nyert meg (XLVIII).

## A mérkőzés
A mérkőzést a New England nyerte 28–24-re és története során negyedik alkalommal nyerte meg a Super Bowlt.
A legértékesebb játékos a Patriots irányítója Tom Brady lett, aki harmadik alkalommal lett MVP.
Az eseményt az NBC szerint 114,4 millióan látták az Amerikai Egyesült Államokban, amely új nézettségi rekord lett.
| N | Idő                  | Drive                | Drive                | Drive                | Csapat               | Play leírása                                                                       | Pont                 | Pont                 |                      |
| N | Idő                  | Play                 | Yard                 | Időtartam            | Csapat               | Play leírása                                                                       | Patriots             | Seahawks             |                      |
| - | -------------------- | -------------------- | -------------------- | -------------------- | -------------------- | ---------------------------------------------------------------------------------- | -------------------- | -------------------- | -------------------- |
| 1 | nem volt pontszerzés | nem volt pontszerzés | nem volt pontszerzés | nem volt pontszerzés | nem volt pontszerzés | nem volt pontszerzés                                                               | nem volt pontszerzés | nem volt pontszerzés | nem volt pontszerzés |
|   |                      |                      |                      |                      |                      |                                                                                    |                      |                      |                      |
| 2 | 9:47                 | 9                    | 65                   | 4:10                 | Patriots             | Touchdown. B. LaFell 11 yardos átadás T. Bradytől, S. Gostkowski jutalomrúgás.     | 7                    | 0                    |                      |
| 2 | 2:16                 | 8                    | 70                   | 4:51                 | Seahawks             | Touchdown. M. Lynch 3 yardos futás, S. Hauschka jutalomrúgás.                      | 7                    | 7                    |                      |
| 2 | 0:31                 | 8                    | 80                   | 1:45                 | Patriots             | Touchdown. R. Gronkowski 22 yardos átadás T. Bradytől, S. Gostkowski jutalomrúgás. | 14                   | 7                    |                      |
| 2 | 0:02                 | 5                    | 80                   | 0:29                 | Seahawks             | Touchdown. C. Matthews 22 yardos átadás R. Wilsontól, S. Hauschka jutalomrúgás.    | 14                   | 14                   |                      |
|   |                      |                      |                      |                      |                      |                                                                                    |                      |                      |                      |
| 3 | 11:09                | 7                    | 72                   | 3:51                 | Seahawks             | Mezőnygól. S. Hauschka 27 yardról.                                                 | 14                   | 17                   |                      |
| 3 | 4:54                 | 6                    | 50                   | 3:07                 | Seahawks             | Touchdown. D. Baldwin 3 yardos átadás R. Wilsontól, S. Hauschka jutalomrúgás.      | 14                   | 24                   |                      |
|   |                      |                      |                      |                      |                      |                                                                                    |                      |                      |                      |
| 4 | 7:55                 | 9                    | 68                   | 4:10                 | Patriots             | Touchdown. D. Amendola 4 yardos átadás T. Bradytől, S. Gostkowski jutalomrúgás.    | 21                   | 24                   |                      |
| 4 | 2:02                 | 10                   | 64                   | 4:46                 | Patriots             | Touchdown. J. Edelman 3 yardos átadás T. Bradytől, S. Gostkowski jutalomrúgás.     | 28                   | 24                   |                      |